# Neighbor-net
Neighbor-net (anche NeighborNet) è un algoritmo utilizzato per costruire alberi filogenetici, liberamente ispirato sull'algoritmo "neighbor joining". Come quest'ultimo, il metodo prende una matrice di distanza come input e lavora attraverso agglomeramenti di cluster. Tuttavia l'algoritmo neighbor-net può restituire delle collezioni di cluster che si sovrappongono e che non formano una gerarchia. Queste collezioni sono rappresentate usando un tipo di rete filogenetica chiamato "split network". Se la distanza della matrice soddisfa le condizioni combinatorie di Kalmanson, il neighbor-net restituisce il corrispondente ordine circolare. Il metodo è implementato dal software SplitsTree.